# إدا وسلام (إد أو ڭوڭمار)
إدا وسلام هي إحدى مشيخات المملكة المغربية، تتبع جغرافيا لإقليم تيزنيت وإداريًا لإد أو ڭوڭمار. يقدر عدد سكانها بـ 4050 نسمة حسب الإحصاء الرسمي للسكان والسكنى لسنة 2004.